# Либерея: Охотники за сокровищами
«Либерея: Охотники за сокровищами» — российский приключенческий боевик Глеба Орлова. В главной роли: Тихон Жизневский. Выход в широкий прокат состоялся  27 октября 2022 года.

## Сюжет
Группа рабочих в процессе строительства метрополитена нашла клад, который подтверждает, что Библиотека Ивана Грозного на самом деле существует. И вдруг спустя долгие годы эта находка попала в руки Ильи Аршинова, который ни о чём не подозревает, в результате чего его жизнь оказывается в опасности…

## В ролях
| Актёр               | Роль                |
| ------------------- | ------------------- |
| Алексей Серебряков  | Аркадий             |
| Тихон Жизневский    | Илья Аршинов        |
| Диана Пожарская     | Арина               |
| Артём Ткаченко      | Макс                |
| Сергей Газаров      | Кучевский           |
| Андрей Трушин       | Игорь               |
| Павел Гайдученко    | Сапега              |
| Мария Маслова       | психолог в клубе    |
| Альбина Евтушевская | старушка-водитель   |
| Дмитрий Чукин       | помощник Кучевского |